# Uranotaenia andreae
Uranotaenia andreae är en tvåvingeart som beskrevs av Doucet 1961. Uranotaenia andreae ingår i släktet Uranotaenia och familjen stickmyggor.
Artens utbredningsområde är Elfenbenskusten. Inga underarter finns listade i Catalogue of Life.